# 杜沃河畔克罗维尔
杜沃河畔克罗维尔（法語：Crosville-sur-Douve，法語發音：[kʁovil syʁ duv]）是法国芒什省的一个市镇，属于瑟堡区。

## 地理
杜沃河畔克罗维尔（49°23'20"N, 1°29'3"W）面积4.06 平方千米，位于法国诺曼底大区芒什省，该省份为法国西北部沿海省份，西、北、东北三面环大西洋，东起顺时针与卡爾瓦多斯省、奧恩省、马耶讷省和伊勒-维莱讷省接壤。
与杜沃河畔克罗维尔接壤的市镇（或旧市镇、城区）包括：拉博讷维尔、罗维尔拉普拉斯、瓦朗格贝克。

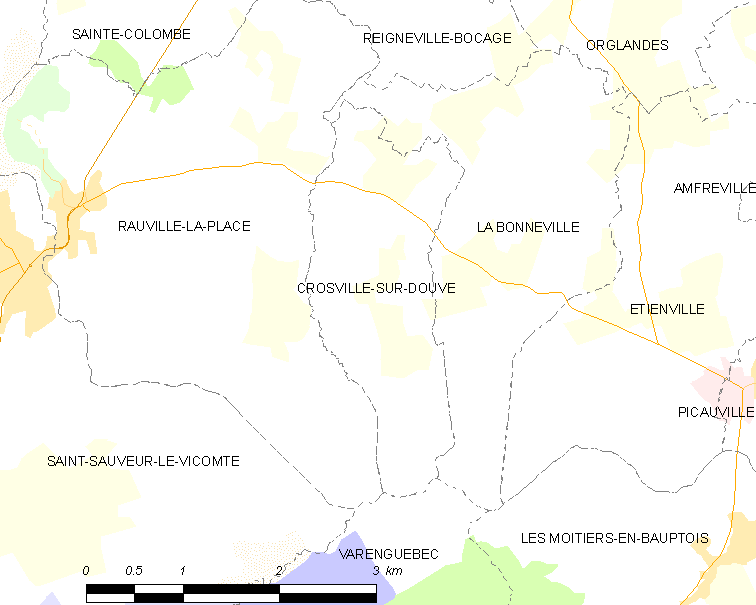
杜沃河畔克罗维尔的OSM定位图

杜沃河畔克罗维尔的时区为UTC+01:00、UTC+02:00（夏令时）。

## 行政
杜沃河畔克罗维尔的邮政编码为50360，INSEE市镇编码为50156。

## 政治
杜沃河畔克罗维尔所属的省级选区为科唐坦地区布里克贝克县。

## 人口

1962-2008年间杜沃河畔克罗维尔人口变化图示

杜沃河畔克罗维尔于2022年1月1日时的人口数量为62人。